# Cobitis rhodopensis
Cobitis rhodopensis es una especie de peces de la familia Cobitidae en el orden de los Cypriniformes.

## Reproducción
Es ovíparo.

## Hábitat
Vive en zonas de clima templado.

## Distribución geográfica
Se encuentra en Bulgaria.